# Острова Западные (Папуа — Новая Гвинея)
Острова Западные (англ. Western Islands) — архипелаг в Тихом океане, принадлежащий Папуа — Новой Гвинее. Является крайней западной частью Архипелага Бисмарка. Административно относятся к провинции Манус региона Айлендс.

## География

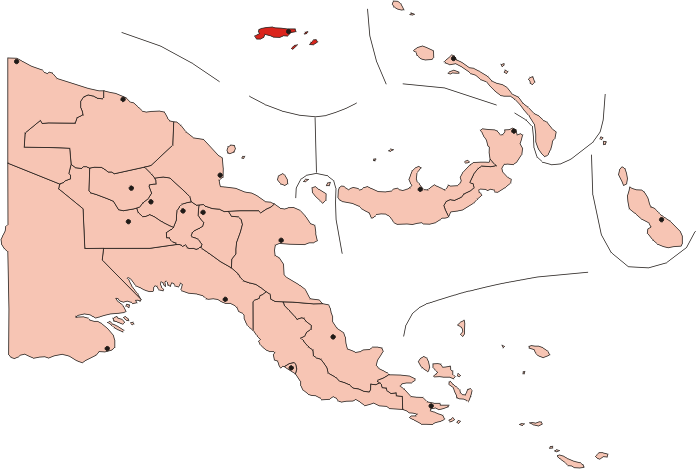
Административная карта ПНГ

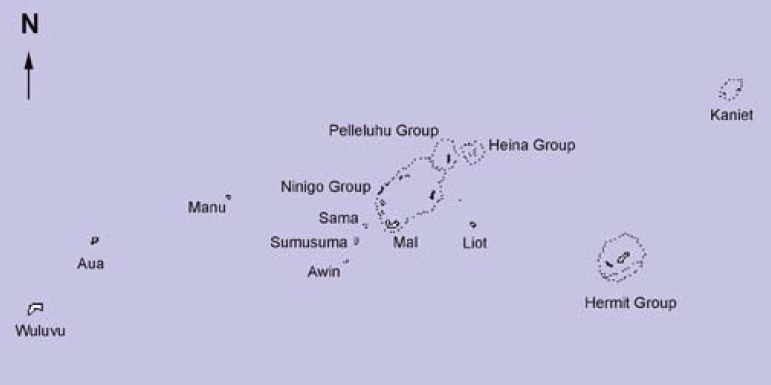
Карта островов

Острова западные являются западной частью Архипелага Бисмарка и расположены в 400 км на запад от острова Манус и в 900 км севернее от столицы страны Порт-Морсби. Группа состоит из около 70 островов и атоллов. С запада на восток острова включают острова Вувулу (главный остров архипелага), Ауа, Ману, группу Ниниго (7 атоллов, образованных 50 моту, иногда в группу включают остров Ману), группа Хермит (13 островков), группа Каниет. Самым западным и южным островом группы является Вувулу, самым восточным и северным — группа Каниет.

## История
Первым европейцем, увидевшим некоторые острова архипелага стал испанский мореплаватель Иньиго Ортис де Ретес (исп. Yñigo Ortiz de Retez). 19 августа 1543 года он видел острова Вувулу и Ауа. Он дал этим островам название «Острова белых людей» (исп. Islas de Hombres blancos) из-за светлого цвета лица местных жителей. 19 сентября 1767 года эти же острова повторно были открыты английским лейтенантом Филиппом Картеретом. Остров Ауа он назвал «Дуруор», в честь одного из своих офицеров, а Вувулу — «островом Мейти» (англ. Maty Island) в честь Мэтью Мейти (англ. Mathew Maty), члена Королевского географического общества. В 1768 году Луи Бугенвиль снова «открыл» вышеупомянутые острова, а также острова «Анохоретт» (фр. Iles des Anachorettes, сейчас острова Каниет) и острова «Чекье» (англ. Chequer Islands, сейчас острова Ниниго). В 1781 году испанский капитан Франсиско Морелль на корабле Princessa открыл острова Хермит.
14 августа 1896 года немецкое судно Möwe составило первую карту острова Вувулу. Острова стали немецкой колонией. С 1899 года Западные острова были административно подчинены Германской Новой Гвинее. В 1914 году архипелаг был занят австралийскими войсками, а после окончания Первой мировой войны он был передан под управление Австралии. С 1975 года Западные острова являются частью независимого государства Папуа — Новая Гвинея.